# Георг Вільгельм Гессен-Дармштадтський
Георг Вільгельм Гессен-Дармштадтський (нім. Georg Wilhelm von Hessen-Darmstadt; 11 липня 1722—21 червня 1782) — принц Гессен-Дармштадтський, другий син ландграфа Гессен-Дармштадту Людвіга VIII та Шарлотти Ганау-Ліхтенберзької.

## Біографія
Георг Вільгельм народився 11 липня 1722 року у Дармштадті. Він був другим сином ландграфа Гессен-Дармштадту Людвіга VIII та його дружини Шарлотти Ганау-Ліхтенберзької. Його старшим братом був спадкоємний принц Людвіг, молодшим — Йоганн Фредерік та сестри Кароліна Луїза та Луїза Августа. Мати померла, коли принцу було чотири роки. Батько вдруге не одружувався.
Від 1738 року і до самої смерті служив у себе на батьківщині в полку Гессен-Дармштадтського муніципального району. У 1740-х роках очолював прусський полк. Досяг звання генерала кавалерії. Загалом Георг був військовим радником свого батька і, внаслідок цього, — суперником свого брата, майбутнього ландграфа, який, наслідуючи своєму товаришу Фрідріху II, зробив селище Пірмазенс гарнізонним містом.
У 25 років одружився із донькою графа Лейнінґен-Дахсбург-Фалькенбург-Гайдесхаймського Крістіана, Марією Луїзою. Весілля відбулося 16 березня 1748 року, на 19-й день народження нареченої, у місті Гайдесгайм-ам-Райн. Марію Луїзу описували як чудову жінку, із теплим серцем і веселою вдачею. У подружжя народилося дев'ятеро дітей

Внаслідок цього шлюбу Георг приєднав до своїх володінь території Бройху, Оберштайну, Аспермонту, Бюргеля та Райпольцкірхена.

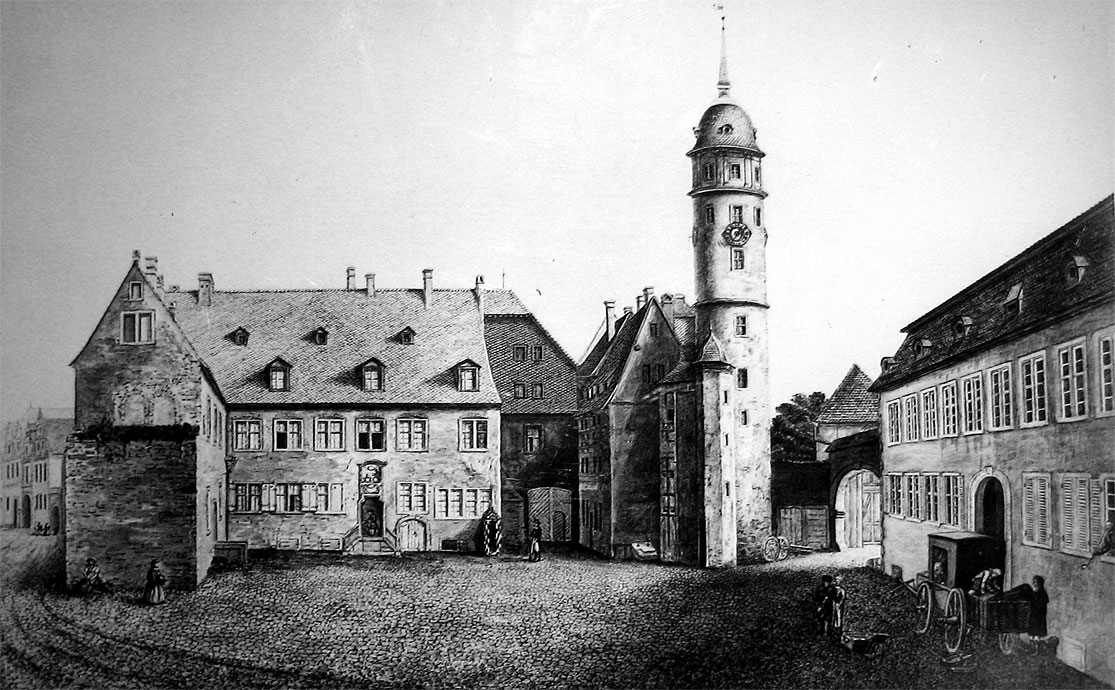
Дармштадтський палац

У 1764 році, як улюбленець батька, отримав старий палац у Дармштадті, а до нього у подарунок — сад задоволень. Тут і народилася його молодша донька. Палац Білої башти принц розширив, оздобив і зробив своєю резиденцією. У місті він представляв королівську владу, оскільки його старший брат більшу частину часу проводив у Пірмазенсі.
У 1768 році помер його батько. На цю подію лунав срібний дзвін білої вежі. Наступним правителем Гессен-Дармштадту став Людвіг.
Георг пішов з життя 21 червня 1782 року, через місяць після смерті від пологів своєї старшої доньки Фредеріки. Його дружина присвятила подальше життя піклуванню над онуками.

## Родина

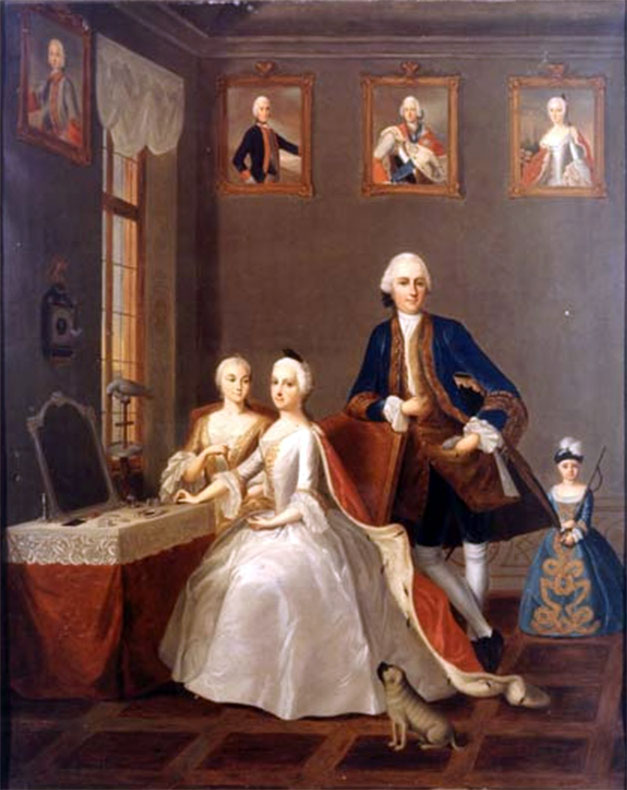
Георг Вільгельм із родиною у 1753 році

Дружина — Марія Луїза Альбертіна Лейнінген-Дагсбург-Фалькенбурзька
Діти:
- Людвіг Георг Карл (1749—1823) — принц Гессен-Дармштадтський, морганатично одружений із Фредерікою Шмідт, баронессою Гессенхайм, дітей не мав;
- Георг Фрідріх Вільгельм (15 червня—2 липня 1750) — помер немовлям;
- Фредеріка Кароліна (1752—1782) — була одружена із принцом Мекленбург-Стрелицьким Карлом, мала десятеро дітей;
- Георг Карл (1754—1830) — принц Гессен-Дармштадтський, був виключений з армії, більшу частину життя перебував у вигнанні, був одружений та мав нащадків, яких вельможні родичі відмовилися визнати;
- Шарлотта Вільгельміна (1755—1785) — одружена з удівцем старшої сестри Фредеріки, принцом Мекленбург-Стрелицьким Карлом, мала єдиного сина;
- Карл Вільгельм Георг (1757—1797) — принц Гессен-Дармштадтський, одружений не був;
- Фрідріх Георг Август (1759—1808) — принц Гессен-Дармштадтський, був морганатично одружений з Кароліною Зайц, яка отримала титул «баронесси Фрідріх», мав із нею єдиного сина;
- Луїза Генрієтта (1761—1829) — дружина великого герцога Гессенського та Прирейнського Людвіга I, мала шестеро дітей;
- Августа Вільгельміна (1765—1796) — дружина герцога Цвайбрюкенського Максиміліана, мала п'ятеро дітей.

## Нагороди
- Кавалер ордену Білого Орла.